# Fredric Kroll

Fredric Kroll im Jahr 2014

Fredric Joseph Kroll (* 7. Februar 1945 in Brooklyn, New York) ist ein US-amerikanischer Komponist und Schriftsteller.

## Leben
Fredric Kroll wurde 1945 als Sohn des Musikpädagogen Alexander Kroll und der Grundschullehrerin Sarah Kroll, geb. Mahler geboren. Er komponierte bereits im Alter von elf Jahren erste Klavierstücke und 1957 bis 1959 eine Sinfonie in g-Moll für volles Orchester. Er studierte in Rochester, New York, und an der Yale University Germanistik und promovierte 1973 über Klaus Mann.
Kroll lebt seit 1969 in Deutschland, wo er seit 1976 eine sechsbändige Klaus-Mann-Biographie herausgegeben hat. 1974 war er Lehrer am Gymnasium Müssenredder (heute Carl-von-Ossietzky-Gymnasium) in Hamburg-Poppenbüttel. 1988 und 1989 war er Lehrbeauftragter am Deutschen Seminar der Universität Freiburg im Breisgau.

## Werke

### Kompositionen
- Sinfonie in g-moll, 1959
- The Scarlet Letter, Oper in vier Akten, 1965, UA 1981 in Cape Coral, Florida und DE 2014 in Hamburg
- Lieder aus der Einsamkeit, 1966, UA 1982 in Wiesbaden
- Romanze in d-Moll (Violine und Klavier), 1969
- Frantumi, Liederzyklus, 1969
- Kerzenglut in d-Moll (Violoncello und Klavier), 1970
- Weiße Nächte, Oper in drei Akten, 2017

#### Tonträgerveröffentlichungen
- 1998 – The Scarlet Letter (Vorspiel und dritter Akt)
- 2001 – Lieder aus der Einsamkeit und andere Lieder

### Schriftwerke
- Klaus Mann Schriftenreihe (Hrsg. u. Mitautor), 6 Bde., Wiesbaden, 1976, Hamburg, ab 2002 (ISBN 3-88179-003-9, ISBN 3-88179-004-7, ISBN 3-928427-03-2, ISBN 3-88179-009-8, ISBN 3-928427-05-9)